# ركن آباد (لامرد)
ركن آباد (بالفارسية: رکن‌آباد) هي منطقة سكنية من نواحي بلدة أشكنان مقاطعة لامرد في محافظة فارس إيران.

## السكان
تقع هذه القرية في قسم أشكنان وحسب احصاءات سنة 2006 كان عدد السكان 777 نسمة في 160 مسكن.